# Johann Wilhelm Wilms
Johann Wilhelm Wilms (Witzhelden, 30 maart 1772 - Amsterdam, 19 juli 1847) was een Nederlands componist van Duitse origine.

## Levensloop
Wilms kreeg zijn eerste muziekonderricht van zijn vader, die dorpsorganist was, en zijn oudere broer Peter Johann. Hij ging in 1791 naar Amsterdam, waar hij door verschillende orkesten als fluitist werd geëngageerd. Ook als klaviervirtuoos en -pedagoog maakte hij naam. Van de uit Saksen afkomstige componist Georg Casper Hodermann (1740-1802) kreeg hij verder muziektheoretische lessen.
Omstreeks 1793 werd zijn eerste eigen compositie uitgegeven, een sonate voor klavier (klavecimbel of mogelijk fortepiano), die verloren is gegaan. In 1796 was Wilms een van de zes oprichters van de vereniging Eruditio Musica, die concerten organiseerde waarbij hij als pianist en componist actief was.
Een sonate van Wilms is begin negentiende eeuw vastgelegd op een cilinder voor een automatisch orgel (aanwezig in het Amsterdamse Pianolamuseum). Hij kreeg veel opdrachten van vermogende Amsterdamse muziekliefhebbers. Zijn werk werd ook buiten Amsterdam bekend. Zijn vierde symfonie werd in Leipzig voor het eerst uitgevoerd. Wilms kon echter niet van componeren alleen leven en moest daarnaast nog actief blijven als uitvoerend musicus en muziekleraar.
In december 1805 huwde hij met Nicoletta Theodora Versteegh, de dochter van een rijke kunstverzamelaar.
Wien Neêrlandsch bloed, een patriottisch lied dat hij schreef op tekst van Hendrik Tollens na de oorlogen tegen Napoleon, won in 1815 de eerste prijs bij een prijsvraag voor een nieuw volkslied. Het werd het officiële Nederlands volkslied van 1817 tot 1932. Bij dezelfde wedstrijd won hij ook de prijs voor een "vrolijk volkslied" met "Wij leven vrij, wij leven blij" op tekst van J. Brand van Cabauw.
In 1820 won hij een compositiewedstrijd van het Genootschap voor Schoone Kunsten in Gent met zijn zesde symfonie Op. 58. Dit was meteen ook zijn laatste grote orkestwerk dat werd gepubliceerd (hij schreef in totaal zeven symfonieën; van de zevende veronderstelde men lange tijd dat ze verloren gegaan was, maar in 2002 vond de eerste uitvoering ervan plaats in Brussel). Zijn vrouw stierf in de zomer van 1821, enkele weken na een miskraam. Het volgende jaar verloor hij een dochter van tweeënhalf jaar. Hij trok zich daarop grotendeels terug uit het openbare muzikale leven en werd in 1823 organist van de doopsgezinde gemeente "Het Lam" in Amsterdam. Van toen af componeerde hij vooral gelegenheidswerken, zoals een jaarlijkse cantate voor de filantropische Maatschappij tot Nut van 't Algemeen.
Na 1823 publiceerde hij enkel nog pianovariaties en liederen (met patriottisch karakter ten tijde van de Belgische revolutie van 1830). Zijn werken werden minder en minder uitgevoerd en in 1841 nam hij ontslag als lid van de Amsterdamse Maatschappij tot Bevordering der Toonkunst (waarvan hij in 1829 medeoprichter was geweest). 
Enkele kinderliedjes uit het liedboek Kinderliederen van J.P. Heije (1843) werden door Wilms getoonzet, waaronder het liedje 'Duifjes met uw blanke veêren, / Vlieg je niet door alle weêr'.
Vanaf 1845 verloor hij langzamerhand zijn gezichtsvermogen en moest hij zich als organist vaker laten vervangen door een van zijn leerlingen.

## Werken (selectie)

### Orkest

#### Symfonieën
- Nr. 1 in C, op. 9 ( ca. 1806)
- Nr. 2 in F. op. 10 (ca. 1808)
- Nr. 3 in Es, op. 14 (ca. 1808)
- Nr. 4 in c, op. 23 (ca. 1812)
- Nr. 5 in D, op. 52 (ca. 1817)
- Nr. 6 in d, op. 58 (ca. 1823)
- Nr. 7 in c (ca. 1836)

#### Concertantewerken
- Concert voor klavecimbel in E, op. 3 (1799)
- Concert voor fortepiano in C, op. 12 (1807)
- Concert voor fagot (ca. 1808)
- Concert voor fortepiano in D, op. 26 (1810)
- Concert voor violoncello (ca. 1812)
- Concert voor fluit (ca. 1813)
- Concert voor fortepiano in F, op. 32 (1813)
- Variaties over Wilhelmus van Nassouwe voor fluit, klarinet, fagot, viool en cello, op. 37 (1814)
- Concertante voor fluit, klarinet, fagot, viool en cello in C (1814)
- Concertante voor fluit, hobo (of klarinet), fagot en hoorn in F, op. 13 of 35, (1814)
- Concert voor klarinet in Bes, op. 40 (1814-1815)
- Andante en Polonaise voor fagot (1814-1815)
- Concert voor fortepiano in e (1815)
- Variaties over Wilhelmus van Nassouwe voor cello (1815)
- Concert voor fortepiano in Es, op. 55 (1820)
- Variaties over Wien Neêrlands bloed en Wij leven vrij voor fluit, klarinet, hobo, fagot, viool en cello, op. 57 (1820)
- Concert voor violoncello (ca. 1821)
- Variaties over het Air di tanti Palpiti uit Tancredi van Rossini voor fortepiano (1822)
- Concert voor fortepiano (1823)
- Concertante voor twee klarinetten (1827-28)

#### Ouvertures
- Ouverture L'éloge des arts, op. 45 (1814)
- Treur-ouverture (1814)
- Ouverture voor blazers (1817)
- Ouverture à grand orchestre in Es (c. 1830)
- Ouverture à grand orchestre in f (c. 1830)
- Ouverture à grand orchestre in D (c. 1830)
- Concert-Ouverture à grand orchestre in Es (c. 1830)
- Ouverture bij het 50-jarig bestaan van de Maatschappij tot Nut van 't Algemeen (1834)
- Concert-Ouverture à grand orchestre in E (1844)

### Kamermuziek
- Trio voor Klavecimbel (of fortepiano), viool en cello in C, op. 4 (1799)
- Trio voor Klavecimbel (of fortepiano), fluit en cello in D, op. 6 (1800)
- Sonate voor viool en fortepiano in E, op. 11 (1807)
- 3 Sonates faciles voor viool en fortepiano, op. 21 (1809)
- 3 sonates voor fluit en fortepiano, op. 15 (1810)
- Kwartet voor fortepiano en strijkers in C, op. 22 (1812)
- 2 Strijkkwartetten, op. 25 (1812)
- Kwartet voor fortepiano en strijkers in F, op. 30 (1812)
- 2 sonates voor fluit en fortepiano, op. 18 (1813)
- Sonate voor fluit en fortepiano, op. 33 (1813)
- Sonate voor viool en fortepiano in Bes, op. 29 (1813)
- 12 kleine stukken voor viool en fortepiano, op. 36 (1814)

### Fortepianomuziek
- Sonate vierhandig in D, op. 7 (1800)
- Sonate, op. 13 (1808)
- 6 sonates, op. 16 (1809)
- 6 Sonatines très faciles (1811)
- Sonate vierhandig in C, op. 31 (1813)
- Sonate vierhandig in Bes, op. 41 (1814)
- Vele variatiewerken

### Vocale werken
- Diverse gelegenheidscantates en -zangen
- Liederen en Zangen met orkestbegeleiding
- Liederen en Zangen met pianobegeleiding
- Liederen en zangen a capella

## Discografie (selectie)
- Pianosonate op. 13 - Variaties over "Einmal in meinem achten Jahr" - "Nel cor piu non mi sento" - "Je suis modeste et soumise" -  "Seit ich so viele Weiber sah". Oliver Drechsel (fortepiano). Cd, Dohr, 2003.
- Symfonieën nr. 3, op. 14 - nr. 4, op. 23 - nr. 5, op. 52 - nr. 6, op. 58 - Variaties over "Wilhelmus van Nassouwe". Radio Kamer Orkest o.l.v. Anthony Halstead. Cd, Challenge Records, 2006.
- Symfonie nr. 3, op. 14 - Pianoconcert op. 12 - Fluitconcert op. 24. Paolo Giacometti (piano), Martin Sandhoff (fluit), Kölner Akademie Orchester o.l.v. Michael Alexander Willens. Sacd, ARS Produktion, 2006.
- Symfonieën nr. 6, op. 58 - nr. 7 (zonder opusnr.). Concerto Köln o.l.v. Werner Ehrhardt. Cd, Archiv Produktion, 2005.